# Федеральний офіс громадського здоров'я Швейцарії

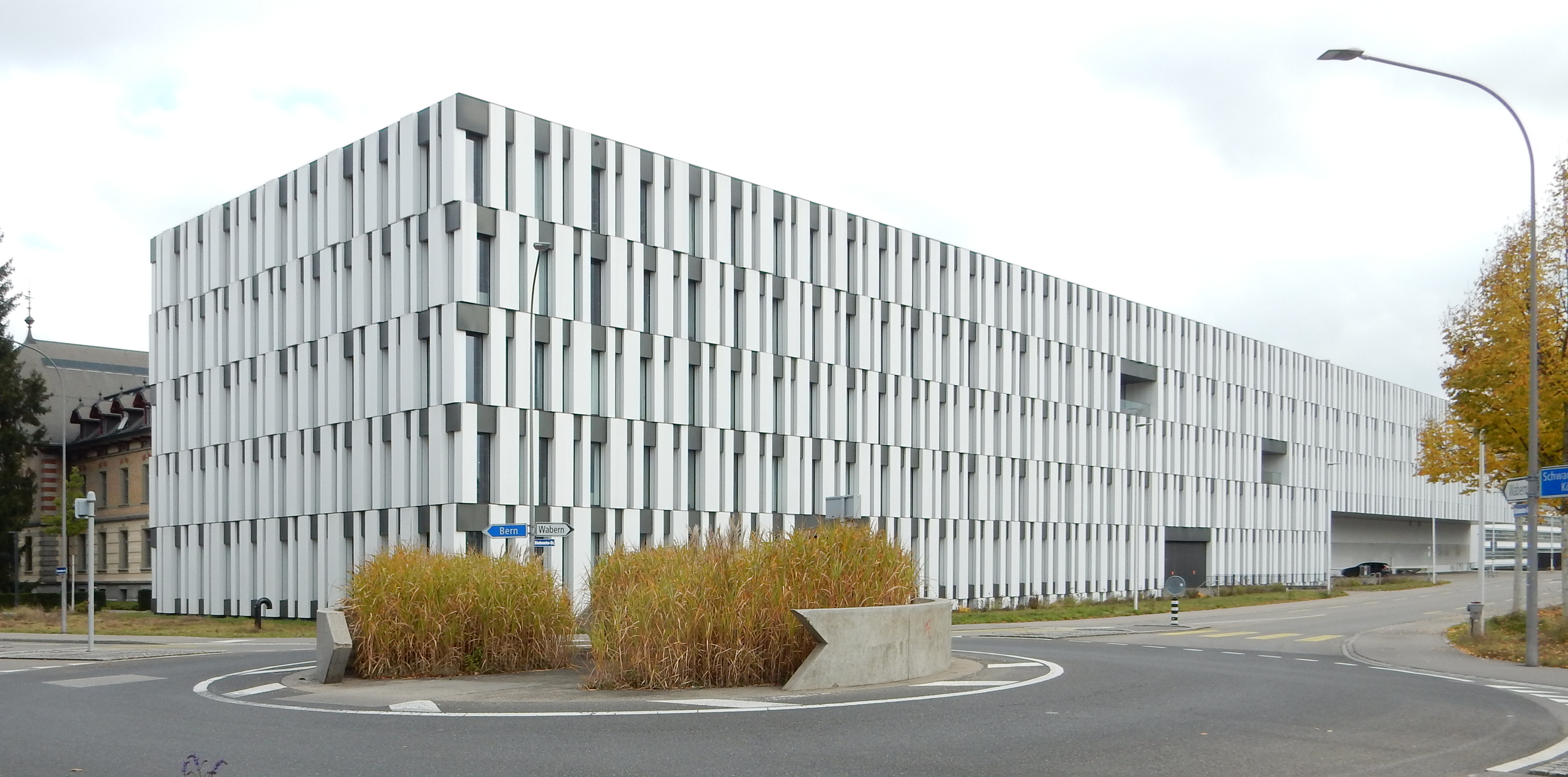
Будівля Федерального офісу громадського здоров'я Швейцарії

Федеральний офіс громадського здоров'я Швейцарії (нім. Bundesamt für Gesundheit) - це швейцарський федеральний урядовий центр, який опікується громадським здоров'ям, і є частиною Федерального департаменту внутрішніх справ Швейцарії.
Крім розробки національної політики з охорони здоров'я, офіс також представляє інтереси країни в міжнародних організаціх пов'язаних іх охороною здоров'я, таких як Всесвітня організація охорони здоров'я або Організація економічного співробітництва та розвитку. Станом на грудень 2014 року там працювало 544 особи (443 повні ставки). Бюджет на 2015 рік складав 193 мільйони франків.

## Структура
Чинною директоркою офісу є Анн Леві. Структура цього органу влади є наступною:
- Директорат здоров'я та страхування
  - Відділ послуг із охорони здоров'я
  - Відділ нагляду за страхуванням
  - Директорат політики з охорони здоров'я
  - Відділ професійної діяльності у сфері охорони здоров'я
  - Директорат стратегій з охорони здоров'я
  - Фонд із запобігання вживанню табаку
  - Служба оцінювання та досліджень
- Директорат громадського здоров'я
  - Відділ превентивних програм
  - Відділ